# Johnny Hodges
Johnny Hodges (John Cornelius) (Cambridge, 25 luglio 1907 – New York, 11 maggio 1970) è stato un sassofonista statunitense.
Suonò principalmente il contralto, ma sporadicamente anche il soprano. Fu il principale solista dell'orchestra di Duke Ellington nella quale suonò dal 1928 fino agli ultimi suoi giorni di vita, esclusa una parentesi di quattro anni, dal 1951 al 1955, in cui si cimentò nella direzione di una propria orchestra. Tra i maggiori solisti e sassofonisti di jazz sviluppò uno stile originale, nato dal blues, fortemente lirico, caratterizzato dall'uso del glissando.

## Gli esordi e il sodalizio con Ellington
Hodges era quasi del tutto autodidatta, escluse alcune lezioni, che evidentemente ebbero un ottimo risultato, con Sidney Bechet per il sassofono soprano.
Quando Duke Ellington volle ampliare la propria orchestra, nel 1928, Barney Bigard, allora suo primo clarinetto, gli raccomandò Hodges sia al sassofono soprano che al 
sassofono contralto; da notare la tradizione da cui Hodges discende; allievo di Bigard e collaboratore di Bechet, a loro volta i due avevano imparato a suonare il clarinetto dallo stesso maestro, Lorenzo Tio, figura fondamentale tra i monumenti, gli antenati del jazz moderno.
Da ora in poi il suo sound divenne l'identità canora dell'orchestra di Duke Ellington.
Nel 1955 prese parte, appena ritornato dall'esperienza indipendente di direttore della propria orchestra, con Ellington alle registrazioni dal vivo del Jazz at the Philharmonic. 
Nel 1959 pubblicò due album insieme a Ellington, Back to Back: Duke Ellington and Johnny Hodges Play the Blues e Side by Side.
Dopo aver suonato tra le prime file delle ance dell'orchestra di Ellington, la sua ultima presenza fu a Toronto, una settimana prima della morte avvenuta per infarto.

## Eredità musicale
Oltre ai rapporti con Sidney Bechet, Barney Bigard e Duke Ellington, egli collaborò anche con Benny Goodman, con il quale suonò nel leggendario concerto alla Carnegie Hall nel 
1938, e Charlie Parker che fu il suo successore e che lo considerò uno dei 
propri maestri. Poi con Ben Webster - che si considerò discendente suo oltre che di Lester Young e di Coleman Hawkins - e John Coltrane. Ed è solo una lista di scelta che considera i maggiori tra vari che lo incontrarono.

## Lo stile
In opere quali Confab with Rab, Jeep's Blues, Hodge Podge, che erano i cavalli di battaglia [i pezzi forti] di Hodges, ciò che spicca, oltre alle caratteristiche dell'esecutore, è la capacità, diventata presto abitudine stilistica, di Ellington di scrivere melodie cucite su misura al modo di suonare di alcuni suoi musicisti. Ciò lo si può sentire anche in opere quali Magenta Haze, Prelude to a kiss, Haupe da Anatomy of a murder, The star crossed lovers, dalla suite Such Sweet Thunder, I got it bad (and that ain't good), Blood Count e Passion Flower, che ben esaltano il timbro velato del sassofono soprano.
Hodges soffiava una trama sonora limpida, melodicamente ben equilibrata. Tali caratteristiche lo distinsero sia nell'esecuzione della musica blues, sia nelle ballad e gli meritarono l'ammirazione di musicisti di tutte le epoche, da Ben Webster a John Coltrane, i quali, entrambi, suonarono nella sua orchestra negli anni cinquanta, fino a Lawrence Welk che lo ingaggiò in un album di standard. Il suo stile individualistico, che sottolineava gli assolo con vibrato e glissando, fu, ed è - talvolta inconsapevolmente - assai imitato. Dagli anni venti agli anni settanta, Hodges ebbe l'opportunità di partecipare e assistere all'evoluzione degli stili e dei modi di suonare il sassofono nella musica jazz. Nonostante i vari incontri con musicisti che forgiarono un proprio modo di suonare il sassofono - Charlie Parker e John Coltrane, tanto per fare qualche esempio - che in seguito ebbe proseliti a bizzeffe e che, si può dire, dette una nuova - rispetto a quella degli esordi del jazz - identità stessa allo strumento, il modo in cui ciascuno cercava di suonare e il modo in cui ciascuno voleva sentir suonare il sassofono, il nuovo modo, Hodges rimase coerente e fedele al proprio modo anche nella seconda parte della sua vita.